# Antonio Amengual
Antonio Amengual Salom (Binisalem, Islas Baleares, España, 28 de abril de 1942) es un exfutbolista español que jugaba como delantero.

## Clubes
| Club                   | País   | Año       |
| ---------------------- | ------ | --------- |
| U. E. Figueres         | España | 1961-1962 |
| Real Sporting de Gijón | España | 1962-1968 |
| Sevilla F. C.          | España | 1968-1970 |
| C. D. Castellón        | España | 1970-1971 |
| C. D. Binisalem        | España | 1971-1972 |
| C. D. Constancia       | España | 1972-1973 |